# Pace di Ripafratta
La pace di Ripafratta, firmata nell'omonima frazione toscana nel 1314, mise apparentemente fine allo scontro tra Pisa e Lucca.
La rilevanza storica del trattato risiede nell'aver garantito il ritorno in città degli esuli lucchesi, tra i quali il condottiero Castruccio Castracani. Tale mossa consentì a Uguccione della Faggiola di fomentare rivolte interne e di conseguenza conquistare con facilità la stessa Lucca.

## Conseguenze
Attraverso parventi clausole di pacificazione, duecento esuli lucchesi (principalmente guelfi bianchi e ghibellini), poterono tornare a Lucca. A tali esuli veniva inoltre garantita la restituzione dei beni privati, precedentemente confiscati ed elargiti ad altre famiglie. Tali risarcimenti però non furono attuati completamente e di conseguenza nacquero attriti e scontri in città, sfociati infine in una vera e propria rivolta. Alcuni esuli aprirono le porte all'esercito pisano, guidato da Uguccione della Faggiola, portando la repubblica di Lucca alla resa.